# Райнульф Дренго
Райнульф Дренго (†1045) — нормандський найманець і авантюрист з родини Дренго, перший граф Аверський (1030—1045), завойовник півдня Італії.

## Прибуття на Апеннінський півострів
Коли один з багатьох братів Райнульфа Осмунд був висланий герцогом Нормандським Річардом II за вбивство одного з його родичів, Райнульф, Осмунд та їхні брати Жільбер Буатер, Асклетин (пізніше граф Ачеренци), і Ральф вирушили як паломники до Санктуарію архангела Михаїла в Монте-Сант-Анджело в Італії. Вони зібрали загін з 250 бійців, переважно вигнанців, безземельних синів дворян та інших авантюристів.
У 1017 вони прибули до Південної Італії, де на той час панувала анархія. Закріпившись у Монте-Гаргано в Апулії, вони об'єднались з повсталими проти візантійців лангобардами на чолі з Мелусом Барійським. Після декількох успіхів у битвах з візантійським військом, відбулась катастрофічна Битва біля Канн, яка закінилась повною поразкою норманів. Їх було піддано десяткуванню, ватажок авантюристів Жільбер Буатер був убитий. Новим керівником став Райнульф.
За плату нормани захищали від грабіжників групи паломників, які прямували до Святилища архангела Михаїла в Монте-Гаргано. Райнульф також служив лангобардському князю Капуанському Пандульфу IV.

## Князь Капуанський
Пізніше Райнульф почав служити герцогу Неаполітанському Сергію IV, який 1030 року надав йому колишню візантійську фортецю Аверса та титул графа Аверського і видав заміж за нього свою сестру. Після смерті дружини 1034 року Райнульф одружився з донькою герцога Амальфійського, яка була племінницею Пандульфа IV. Титул графа Аверського був визнаний 1037 року імператором священної Римської імперії Конрадом II. Після перемоги над візантійцями 1038 року Райнульф проголосив себе князем, незалежним від Неаполя та лангобардів.
Пізніше Райнульф завоював Капуанське князівство і став могутнім володарем півдня Італії. У 1039 він підтримав князя Салернського Гваймара IV та імператора Конрада у їхньому конфлікті з Пандульфом IV.
Райнульфу спадкував його племінник Асклетин.